# Brian Watts
Brian Watts (Montreal, 18 maart 1966) is een Amerikaans golfprofessional.
Watts is in Montreal (Canada) geboren maar heeft de Amerikaanse nationaliteit. Zijn ouders waren uit Europa geëmigreerd. Hij studeerde aan de Oklahoma State University en woont sindsdien in de staat Oklahoma. 

## Loopbaan
Als amateur won Watt onder meer de Trans-Mississippi Amateur (1986) en de NCAA Division I Championship (1987).

### Professional
Watts werd in 1988 professional. Hij speelde vooral op de Japan Golf Tour, waar hij twaalf toernooien won. Alleen in 1991 was het gelukt zich te kwalificeren voor de Amerikaanse PGA Tour.
In 1998 won hij bijna het Brits Open op Royal Birkdale Golf Club maar hij verloor de play-off van Mark O'Meara, die eerder dat jaar al de Masters gewonnen had. Tiger Woods eindigde op de 3e plaats en de 17-jarige amateur Justin Rose op de 4e plaats. Aan het einde van dat seizoen stond Watts nummer 20 op de Order of Merit en promoveerde hij naar de PGA Tour.
De laatste jaren heeft hij weinig gespeeld. Hij werd aan zijn linkerheup en de meniscus van zijn linkerknie geopereerd en had veel last van zijn rug. 

### Gewonnen
Japan Golf Tour
- 1994: Descente Classic, Mizuno Open, Hisamitsu-KBC Augusta, Bridgestone Open, Philip Morris Championship
- 1995: Dydo Drinco Shizuoka Open, Mizuno Open
- 1996: Fujisankei Classic
- 1997: Mizuno Open, Philip Morris Championship
- 1998: Yomiuri Open, Casio World Open